# Qualificazioni al campionato mondiale di calcio 2010 - CAF - Seconda fase, gruppo 8
L' Etiopia è stata esclusa dal torneo il 12 settembre 2008.

## Classifica
| Paese      | P.ti | G | V | P | S | GF | GS | DR  |
| ---------- | ---- | - | - | - | - | -- | -- | --- |
| Marocco    | 9    | 4 | 3 | 0 | 1 | 11 | 5  | +6  |
| Ruanda     | 9    | 4 | 3 | 0 | 1 | 7  | 3  | +4  |
| Mauritania | 0    | 4 | 0 | 0 | 4 | 2  | 12 | -10 |

- Il  Marocco e il  Ruanda passano alla fase finale.

## Risultati

### Primo turno
| Arbitro: | Noumandiez Doué |

|                                                |           |  |
| Karekezi 15’ Said 67’ (Rig.) Kamana Bokota 72’ | Marcatori |  |

| Arbitro: | Badara Diatta |

|                                            |           |  |
| Benjelloun 4’ Aboucharouane 13’ Kharja 87’ | Marcatori |  |

### Secondo turno
| Arbitro: | Alfred Ndinya |

|            |           |                       |
| Tafese 44’ | Marcatori | 59’ Said 82’ Karekezi |

| Nouakchott 7 giugno 2008, ore 17:00                                                                  | Mauritania | 1 – 4 referto                                   | Marocco | Stadio Olimpico (9.500 spett.) |
| \| \| \| \| \| Teguedi 82’ (rig.) \| Marcatori \| 9’ Sektioui 37’ Benjelloun 58’ Safri 79’ Kharja \| |            |                                                 |         |                                |
| |            |                                                 |         |                                |
| Teguedi 82’ (rig.)                                                                                   | Marcatori  | 9’ Sektioui 37’ Benjelloun 58’ Safri 79’ Kharja |         |                                |

### Terzo turno
| Arbitro: | Jamel Ambaya |

|  |           |             |
|  | Marcatori | 93’ Saladin |

| Arbitro: | Divine Evehe |

|                                         |           |           |
| Said 15’ Kamana Bokota 68’ Karekezi 93’ | Marcatori | 78’ Safri |

### Quarto turno
| Arbitro: | Mohamed Benouza |

|                              |           |  |
| Safri 12’ (rig.) El Zhar 49’ | Marcatori |  |

| Arbitro: | Verson Lwanja |

|                                                           |           |         |
| Fikru 38’ (rig.) 89’ Nigussie 55’ 63’ Mesud 83’ Adane 90’ | Marcatori | 44’ Ely |

### Quinto turno
| Arbitro: | Kacem Bennaceur |

|  |           |          |
|  | Marcatori | 79’ Bobo |

### Sesto turno
| Arbitro: | Sharaf Aboubacar |

|                                        |           |  |
| Safri 35’ Y. Hadji 55’ 60’ Zemmama 65’ | Marcatori |  |